# East Rutherford
|  | Per a altres significats, vegeu «East Rutherford (Pennsilvània)». |

East Rutherford és una població a l'estat de Nova Jersey. Segons el cens del 2009 tenia 8.785 habitants.

## Demografia
Segons el cens del 2000, East Rutherford tenia 8.716 habitants, 3.644 habitatges, i 2.157 famílies. La densitat de població era de 883,3 habitants/km².
Dels 3.644 habitatges en un 25,2% hi vivien nens de menys de 18 anys, en un 44,4% hi vivien parelles casades, en un 10,8% dones solteres, i en un 40,8% no eren unitats familiars. En el 33,4% dels habitatges hi vivien persones soles l'11,6% de les quals corresponia a persones de 65 anys o més que vivien soles. El nombre mitjà de persones vivint en cada habitatge era de 2,35 i el nombre mitjà de persones que vivien en cada família era de 3,05.
Per edats la població es repartia de la següent manera: un 19,4% tenia menys de 18 anys, un 7,1% entre 18 i 24, un 36,5% entre 25 i 44, un 22,7% de 45 a 60 i un 14,3% 65 anys o més.
L'edat mediana era de 38 anys. Per cada 100 dones de 18 o més anys hi havia 93,8 homes.
La renda mediana per habitatge era de 50.163 $ i la renda mediana per família de 59.583 $. Els homes tenien una renda mediana de 40.798 $ mentre que les dones 36.047 $. La renda per capita de la població era de 28.072 $. Aproximadament el 7,4% de les famílies i el 9,6% de la població estaven per davall del llindar de pobresa.

## Poblacions properes
El següent diagrama mostra les poblacions més properes.